# Solar Power
Solar Power è il terzo album in studio della cantante neozelandese Lorde, pubblicato il 20 agosto 2021 dall'etichetta discografica Universal Music New Zealand.
In vista della realizzazione del disco, Lorde ha proseguito il sodalizio artistico con il produttore e musicista Jack Antonoff iniziato con il predecessore Melodrama (2017). Si è trattata della prima pubblicazione da parte dell'artista in quattro anni.

## Antefatti e sviluppo
Durante un'intervista con il DJ radiofonico neozelandese Zane Lowe per Beats 1, nel novembre 2017 Lorde espresse il desiderio di migliorare le sue abilità di produzione e ingegneria del suono nei successivi due anni, con l'obiettivo di scrivere e produrre interamente un album da sola entro cinque anni. Tuttavia, dopo un intenso programma di tournée e la creazione di un «album impegnativo», il predecessore Melodrama (2017), la cantante dichiarò di aver sentito il bisogno di «rallentare e restare a casa». All'inizio del 2019, Lorde si dedicò a una vita più domestica, sviluppando un interesse per la cucina, il giardinaggio, il nuoto e le passeggiate. La cantante iniziò anche a riconnettersi con familiari e amici in Nuova Zelanda, che le erano mancati a causa della nostalgia di casa vissuta durante le tournée di Melodrama. Questa esperienza le servì da fonte di ispirazione per la stesura dei testi di Solar Power, nei quali scelse di scrivere degli aspetti ordinari della sua vita.
Dopo aver concluso la tappa nordamericana del Melodrama World Tour nel maggio 2018, Lorde cancellò tutti i contenuti dalla sua rete sociale, lasciando visibili solo tre foto su Instagram e due tweet sui suoi account. Nel novembre 2018 la cantante rivelò attraverso un'email inviata ai fan tramite la sua newsletter di aver iniziato a imparare a suonare il pianoforte e di essere impegnata a raccogliere le idee per il suo prossimo album. Nell'aprile 2019 Lorde tornò ad esibirsi dal vivo, partecipando a un concerto di beneficenza per le vittime degli attentati alle moschee di Christchurch avvenuti il mese precedente. Alcuni mesi più tardi, la cantante annunciò di aver sospeso a tempo indeterminato il lavoro sul suo album a causa della morte del suo cane Pearl, deceduto dopo aver subito due arresti cardiaci.
Parallelamente all'album la cantante ha pubblicato il libro di fotografie Going South: Lorde aveva espresso interesse per l'Antartide fin da bambina. Quando aveva 16 anni, il CEO dell'agenzia governativa Antarctica New Zealand cercò di convincerla a visitare l'area. Nel febbraio 2019, grazie all'aiuto dell'agenzia, Lorde trascorse cinque giorni presso la base Scott in Antartide. Per prepararsi alle rigide condizioni climatiche, dovette sottoporsi a vaccinazioni, superare esami medici e indossare l'equipaggiamento adatto prima di salire su un jet militare. Durante la visita, la cantante seguì da vicino il lavoro degli scienziati, osservò orche e pinguini di Adelia e condusse rilevazioni meteorologiche. Lorde dichiarò che il passaggio improvviso dal «sole e le abbronzature» dell'estate neozelandese a un «ambiente ostile e freddo, per poi tornare alla spiaggia» influenzò i temi dell'album in fase di sviluppo. Il titolo del disco le venne in mente durante il viaggio di ritorno in Nuova Zelanda.
Nel marzo 2020, Lorde annunciò ai microfoni di Triple J che «frammenti e parti» del suo nuovo album stavano «iniziando a prendere una forma molto emozionante». Due mesi dopo, tramite la sua newsletter, la cantante annunciò che che l'album fosse in fase di completamento grazie alla collaborazione con il produttore statunitense Jack Antonoff, già coinvolto nella scrittura e produzione di Melodrama. Nel luglio 2020 il produttore Malay rivelò a Reverb di aver viaggiato frequentemente in Nuova Zelanda per lavorare con Lorde prima dello scoppio della pandemia di COVID-19. A differenza delle sessioni di registrazione per Melodrama, Malay e Lorde «partirono da zero», un approccio che egli descrisse come «davvero unico e divertente».

## Descrizione
Catalogato come un album di indie folk, folk pop, folk e pop psichedelici con elementi di soft rock, Solar Power è stato descritto da Lorde come una «celebrazione del mondo naturale». La cantante ha paragonato la sua esperienza trascorsa all'aria aperta e sotto il sole a una visione di Dio, sebbene non il Dio cristiano, ma «qualcosa di superiore». Inoltre, in un'intervista con Sean Evans per Hot Ones, Lorde ha definito Solar Power un album di adorazione del sole.
Durante la stesura dell'album, Lorde ha immaginato un posto fittizio chiamato "l'Isola", ambientazione che fa da sfondo a diversi dei videoclip realizzati per i brani dell'album. Questo stratagemma le ha permesso di adottare una prospettiva diversa nella scrittura dei testi e nell'approccio intellettuale, portandola a cercare punti di vista «più ampi e chiari» rispetto ai propri. Ha citato la cantante statunitense Joni Mitchell come un'influenza per questo tipo di approccio. Secondo quest'ottica, Lorde ha iniziato a osservare il cambiamento delle stagioni, paragonandolo al ciclo della vita e della morte. Inizialmente concepito come un album ispirato all'uso dell'LSD, la cantante ha deciso di utilizzare la cannabis per scrivere il materiale dopo una brutta esperienza avuta con l'altra droga.
Lorde ha utilizzato un registro vocale più alto in Solar Power, segnando una svolta rispetto al timbro più basso ascoltato nei suoi album precedenti. Il Washington Post ha osservato che la sua voce è stata posizionata «più centralmente nel missaggio», mentre Stereogum l'ha definita «splendida», notando come si differenziasse dalle sue tipiche «intonazioni pesanti e soffuse» delle opere precedenti. Per questo album, la cantante ha scelto di avvalersi di vocalisti ospiti per integrare le sue tracce vocali multilivello, una scelta che aveva evitato nei suoi lavori passati. Tra gli artisti che contribuiscono ai cori ci sono le cantanti statunitensi Clairo e Phoebe Bridgers, oltre agli artisti connazionali Marlon Williams e Lawrence Arabia, presenti nella maggior parte dei brani dell'album.
Solar Power è costruito attorno a chitarre e percussioni, abbandonando l'uso degli 808, dei sintetizzatori e delle sonorità elettroniche che caratterizzavano le precedenti produzioni di Lorde. A differenza di Melodrama, che aveva coinvolto diversi altri produttori, Lorde ha collaborato solo con Jack Antonoff e Malay per la produzione dell'album. I tre hanno lavorato a distanza, alternando sessioni tra la Nuova Zelanda e gli Stati Uniti. Le strutture dei brani dell'album risultano non convenzionali e destrutturate, incorporando melodie basate sulla chitarra e un lavoro di percussioni essenziale. Nonostante l'ampio uso delle chitarre, Lorde ha osservato che solo un 808 è stato utilizzato durante le fasi di produzione. Diversi critici hanno sottolineato la produzione acustica minimalista dell'album, che richiama in parte lo stile dei suoi lavori precedenti.
I testi dell'album si concentrano principalmente su temi come l’evasione, la retrospezione, l'introspezione e il solipsismo. Lorde ha attribuito il suo interesse per la riconnessione con la natura al suo cane Pearl e al libro narrativo di saggistica del 1974 Pilgrim at Tinker Creek dell'autrice statunitense Annie Dillard. Inoltre, il libro How to Do Nothing ha influenzato la sua decisione di staccarsi dai social media. Lorde ha anche affermato che il ritiro degli Stati Uniti dall'Accordo di Parigi da parte dell'allora presidente Donald Trump, l'attivismo climatico di Greta Thunberg e i ricorrenti incendi in California hanno contribuito a plasmare i temi legati alla crisi climatica nell'album. Tuttavia, la cantante ha negato che Solar Power sia il suo «grande album sul cambiamento climatico», dichiarando a The Guardian: «Non sono un'attivista per il clima, sono una popstar. Alimento il fuoco di una macchina gigantesca, emettendo gas nocivi mentre procedo. Ci sono molte cose che non so.» In un'intervista con Viva, Lorde ha dichiarato di essere soddisfatta di aver realizzato un album «strano e ampio» che «ammette di porre più domande di quante ne risponda».

## Promozione
Il 25 maggio 2021 viene confermato che Lorde si sarebbe esibita come artista principale dell'edizione 2022 del Primavera Sound Festival, alimentando le indiscrezioni circa la pubblicazione imminente di nuovo materiale musicale da parte della cantante. L'11 giugno seguente viene pubblicato il singolo apri-pista Solar Power in coincidenza con l'eclissi solare. Nell'arco dei dieci giorni seguenti vengono rivelati la data di pubblicazione, la lista tracce e la copertina dell'album. Tra i mesi di luglio e agosto vengono estratti come singoli Stoned at the Nail Salon e Mood Ring, quest'ultimo anche accompagnato da un videoclip musicale. Nel mese di novembre viene resa disponibile per il download digitale e lo streaming l'edizione deluxe dell'album, comprensiva delle tracce Helen of Troy e Hold No Grudge, già disponibile in formato vinile.
Il 9 settembre 2021 viene messo in commercio l'EP Te Ao Mārama, contenente cinque versioni di altrettanti brani di Solar Power interpretati in lingua Māori. Sebbene la cantante non appartenga all'etnia Māori, ha collaborato con diversi esperti linguistici e colleghi musicali con lo scopo di racontare «la lunga parabola di ingiustizie subite dalla cultura Māori e che persistono ancora oggi, soprattutto all'interno dell'industria musicale neozelandese». I proventi derivanti dalle vendite del progetto sono stati devoluti alle associazioni benefiche Forest and Bird e Te Hua Kawariki Charitable Trust.
Per promuovere Solar Power, Lorde ha intrapreso un tour mondiale, il Solar Power Tour, iniziato il 3 aprile 2022 a Nashville, negli Stati Uniti d'America, e conclusosi a Hastings, in Nuova Zelanda, il 21 aprile dell'anno seguente.

## Accoglienza
| Recensione           | Giudizio |
| -------------------- | -------- |
| AllMusic             |          |
| The A.V. Club        | C        |
| Clash                | 9/10     |
| Entertainment Weekly | B        |
| NME                  |          |
| Pitchfork            | 6.8/10   |
| Rolling Stone        |          |
| Slant Magazine       |          |

Solar Power è stato accolto con critiche perlopiù positive da parte della critica specializzata. Sull'aggregatore di recensioni Metacritic, l'album ha totalizzato un punteggio di 69 su 100 calcolato tramite 27 giudizi professionali, risultato che equivale a «recensioni generalmente favorevoli».
La critica Rhian Daly di NME lo ha definito «una tripletta da parte di una maestra del suo mestiere», mentre Brittany Spanos di Rolling Stone lo ha descritto come un album «fluido e balneare» in cui Lorde cerca la pace affrontando la crisi del quarto di vita. Parallelamente, Lean Greenblatt di Entertainment Weekly ha elogiato la qualità pacata del disco, caratterizzata da un senso di leggerezza e «osservazione distaccata». Tuttavia, Sal Cinquemani di Slant Magazine, pur avendo apprezzato la composizione acustica dell'album, ha ritenuto che il disco perda slancio solo nella seconda metà.

## Tracce
1. The Path – 3:41 (Ella Yelich-O'Connor)
2. Solar Power – 3:13 (Ella Yelich-O'Connor, Jack Antonoff)
3. California – 3:11 (Ella Yelich-O'Connor, Jack Antonoff)
4. Stoned at the Nail Salon – 4:26 (Ella Yelich-O'Connor, Jack Antonoff)
5. Fallen Fruit – 3:58 (Ella Yelich-O'Connor, Jack Antonoff)
6. Secrets from a Girl (Who's Seen It All) – 3:38 (Ella Yelich-O'Connor, Jack Antonoff)
7. The Man with the Axe – 4:15 (Ella Yelich-O'Connor)
8. Dominoes – 2:03 (Ella Yelich-O'Connor, Jack Antonoff)
9. Big Star – 2:47 (Ella Yelich-O'Connor, Jack Antonoff)
10. Leader of a New Regime – 1:33 (Ella Yelich-O'Connor)
11. Mood Ring – 3:45 (Ella Yelich-O'Connor, Jack Antonoff)
12. Oceanic Feeling – 6:39 (Ella Yelich-O'Connor)

Tracce bonus nell'edizione deluxe
1. Helen of Troy – 2:52 (Ella Yelich-O'Connor, Jack Antonoff)
2. Hold No Grudge – 4:25 (Ella Yelich-O'Connor, Jack Antonoff, James Ryan Ho)

## Classifiche

### Classifiche settimanali
| Classifica (2021-22) | Posizione massima |
| -------------------- | ----------------- |
| Australia            | 1                 |
| Austria              | 4                 |
| Belgio (Fiandre)     | 3                 |
| Belgio (Vallonia)    | 7                 |
| Canada               | 6                 |
| Croazia              | 4                 |
| Danimarca            | 10                |
| Finlandia            | 22                |
| Francia              | 16                |
| Germania             | 4                 |
| Grecia               | 72                |
| Irlanda              | 4                 |
| Islanda              | 14                |
| Italia               | 30                |
| Lituania             | 15                |
| Norvegia             | 12                |
| Nuova Zelanda        | 1                 |
| Paesi Bassi          | 3                 |
| Portogallo           | 3                 |
| Regno Unito          | 2                 |
| Repubblica Ceca      | 68                |
| Spagna               | 6                 |
| Stati Uniti          | 5                 |
| Svezia               | 18                |
| Svizzera             | 2                 |

### Classifiche di fine anno
| Classifica (2021) | Posizione |
| ----------------- | --------- |
| Australia         | 95        |
| Nuova Zelanda     | 34        |

## Date di pubblicazione
| Paese | Data            | Formato                          | Edizione | Etichetta                   |
| ----- | --------------- | -------------------------------- | -------- | --------------------------- |
| Mondo | 20 agosto 2021  | LP, download digitale, streaming | Standard | Universal Music New Zealand |
| Mondo | 20 agosto 2021  | LP, box set                      | Deluxe   | Universal Music New Zealand |
| Mondo | 5 novembre 2021 | Download digitale, streaming     | Deluxe   | Universal Music New Zealand |